# In the Burial
In the Burial ist eine australische Death-Metal-Band aus Adelaide, die 2007 gegründet wurde.

## Geschichte
Die Band wurde im Jahr 2007 gegründet, woraufhin kurz darauf ein erstes Demo erschien. Nachdem sie bei dem kanadischen Label PRC Music einen Plattenvertrag unterzeichnet hatte, erschien hierüber 2013 das Debütalbum Born of Suffering, das im Against the Grain Studio aufgenommen worden war. Das Material war von Jens Bogren im schwedischen Fascination Studio gemastert worden. Als Gastsänger sind Mel Bulian und Jesse vertreten. 2014 verließen der Sänger Andrew Kite und der Gitarrist Pete Clark die Besetzung, woraufhin als Ersatz die Sängerin Mel Bulian und der Keyboarder Ozan Gol dazukamen. Im August 2016 erschienen die beiden neuen Songs Arise the Heretics und In Linear Lights, die für das zweite Album vorgesehen sind. Bisher ist die Gruppe unter anderem zusammen mit Napalm Death, Origin, Ne Obliviscaris, Aborted, Dying Fetus, Grave und Hypno5e aufgetreten.

## Stil
Brian Giffin schrieb in seiner Encyclopedia of Australian Heavy Metal, dass die Band als Symphonic-Metal-Gruppe begann und sich dann später dem Death Metal zugewandt habe. E. Thomas von teethofthedivine.com schrieb in seiner Rezension zu Born of Suffering, dass hierauf Technical Death Metal im Stil von Origin zu hören ist, wobei man auch Keyboardklänge einsetze, die für den Black Metal üblich seien. Der Gesang bestehe sowohl aus Growls als auch aus Screams. Das letzte Lied In Death…Absolution sei eine Mischung aus Black- und Death-Metal und mit der Musik von Order of Ennead vergleichbar. Rough von volumesofsin.net beschrieb die Musik des Albums als chaotischen Death Metal mit für die Genres Black- und Death-Metal typischen Gesangsstrukturen. Auffällig sei in den Liedern auch das getriggerte Schlagzeug, wobei für das Instrument Blastbeats charakteristisch seien.

## Diskografie
- 2007: Demo 2007 (Demo, Eigenveröffentlichung)
- 2013: Born of Suffering (Album, PRC Music)